# Chrysococcyx osculans
Cuco-d'orelhas-pretas ou cuco-de-orelha-preta (Chrysococcyx osculans) é uma espécie de cucos da família Cuculidae.
Pode ser encontrada nos seguintes países: Austrália, Indonésia e Papua-Nova Guiné.